# KRI Bung Karno (369)
KRI Bung Karno (369) je korveta a zároveň prezidentská jachta indonéského námořnictva. Je to první válečná loď nesoucí jméno prezidenta Sukarna. Ve funkci prezidentské jachty nahradí plavidlo Barakuda (814), které se bude moci vrátit k funkci hlídkové lodě. Její domovskou základnou je Jakarta.

## Stavba

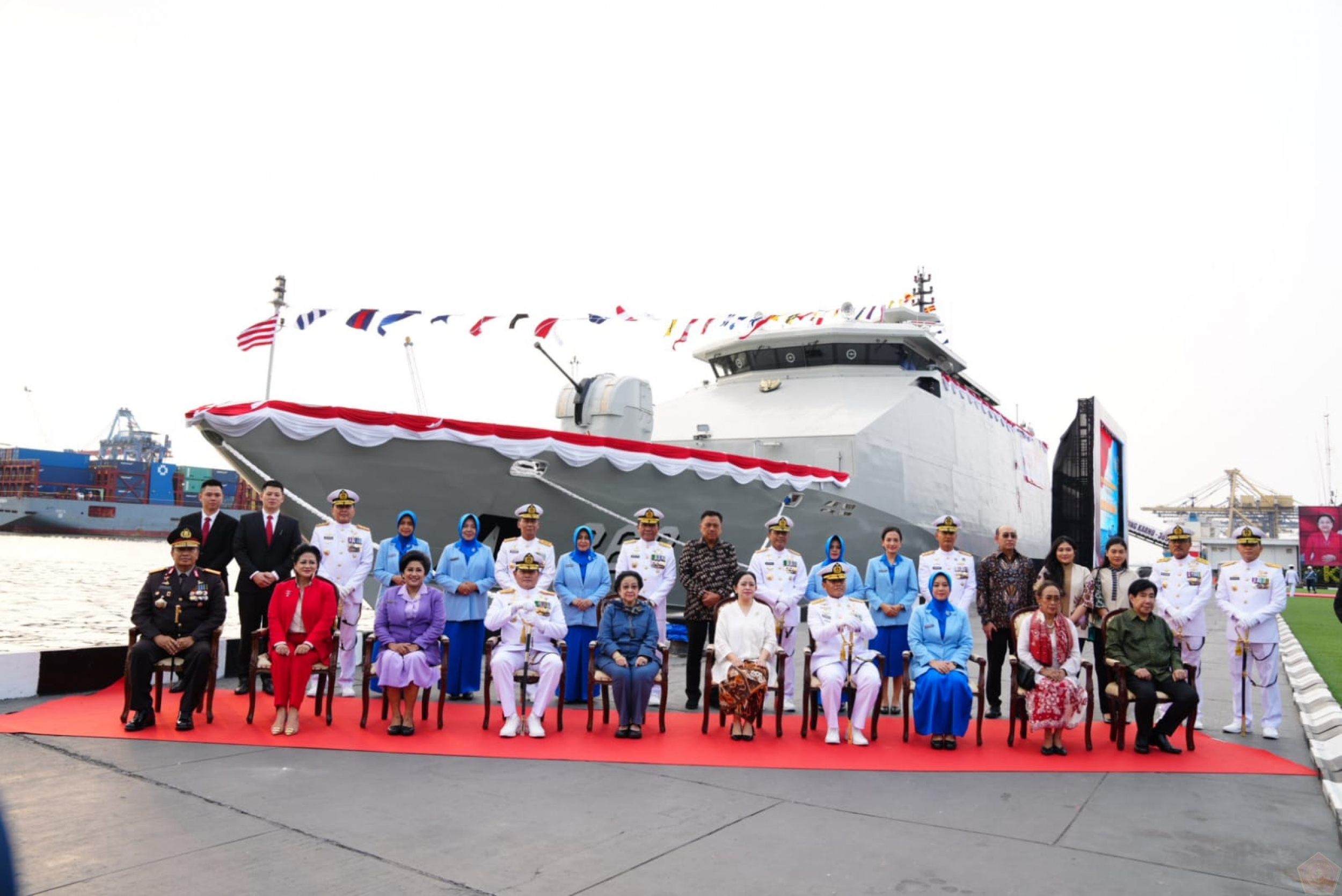
Ceremoniál přijetí plavidla do služby

Korvetu postavila indonéská loděnice PT Karimun Anugrah Sejati v Batamu. Stavba byla zahájena 9. června 2022. Na vodu bylo spuštěno 19. dubna 2023 a do služby byla přijata 1. června téhož roku.

## Konstrukce
Plavidlo je vybaveno luxusními interiéry. Je vyzbrojeno jedním 40mm kanónem Bofors L/70 na přídi, dvěma 20mm kanóny M55 ve dvou manuálních ovládaných nestabilizovaných lafetách M71/08 a dvěma dvojitými odpalovacími zařízeními Simbad-RC pro protiletadlové řízené střely Mistral. Na zádi se nachází přistávací plocha pro jeden vrtulníky AS565 Panther. Není však vybavena hangárem. Pohonný systém tvoří dva diesely o výkonu 10 800 hp. Nejvyšší rychlost dosahuje 24 uzlů a cestovní rychlost 20 uzlů. Dosah je 4000 námořních mil při rychlosti 18 uzlů.